# Waigeo
Waigeo je indonéský ostrov. Ostrov leží v Západní Papui na východě Indonésie. Ostrov Waigeo je znám pod jménem Amberi nebo Waigiu.

## Geografie
Ostrov Waigeo je nejrozlehlejším ze čtyř hlavních ostrovů souostroví Raja Ampat ležících mezi Halmaherou a asi 65 km k jihovýchodu vzdáleným pobřežím Nové Guineje. Průliv Dampier (známý též jako Augustův průliv) jej odděluje od ostrova Batanta, přičemž Bougainvillův průliv jej odděluje od ostrova Kawe na severozápadu. Velký záliv téměř dělící ostrov na dvě části je záliv Majoli.
Rozloha ostrova je 3155 km²; nejvyšší body jsou: 958 m vysoký Gunung Nok a 939 m vysoký Serodjil. Vzdálenost od západu na východ ostrova přibližně 110 km, od severu k jihu je to 50 km.

### Osídlení
Město Waisai v západní části ostrova je správním městem Raja Ampat. Na ostrově Waigeo se mluví několika jazyky papuánskou malajštinou, biak, ma'ya a ambel.

## Historie
Jorge de Meneses, portugalský mořeplavec, přistál na ostrově Waigeo v roce 1526–1527.

## Hospodářství
Od roku 1997 se na ostrově zabývá společnost Atlas Pacific produkcí perel.

## Fauna a flóra
- Aepypodius bruijnii – tabon hnědoprsý
- Spilocuscus papuensis – kuskus waigeoský
- Melanotaenia catherinae – duhovka waigeo
- Psammoperca waigiensis – lates útesový
- Varanus boehmei – varan Boehmův
- Cicinnurus respublica – rajka holohlavá
- Achaea simplex
- Hypochlorosis ancharia
- Hypolycaena phorbas
- Karstarma waigeo
- Nepenthes danseri